# Franco Lini
Franco Lini (* um 22. Juli 1924 in Mantua; † 22. Juli 1996) war ein italienischer Journalist und 1967 Teamchef der Scuderia Ferrari.

## Leben
Nachdem Eugenio Dragoni Ende 1966 von Enzo Ferrari als Teamchef der Scuderia entlassen worden war, übernahm Franco Lini die Position des Teammanagers für ein Jahr. Linis Aufgabe bestand nicht nur in der Führung der Rennmannschaft, er sorgte auch für eine Verbesserung der Kommunikation mit den Medien. Die Ära Dragoni war von beständigen Konflikten mit der italienischen Presse geprägt, die in den letzten beiden Jahren seiner Tätigkeit beinahe eskalierten. Lini, der als Journalist für die französische Sport-Tageszeitung L’Équipe und für AutoItaliana tätig war, schaffte über seine guten Kontakte wieder ein ruhiges mediales Klima.
Sportlich blieb die Bilanz gespalten. In der Formel 1 blieb die Scuderia nicht nur sieglos, sondern verlor auch Lorenzo Bandini, der bei einem Feuerunfall im Ferrari 312F1 beim Rennen in Monaco ums Leben kam.
Unter Linis Führung siegte die Scuderia aber in der Sportwagen-Weltmeisterschaft knapp in der Gesamtwertung. Am Ende hatte Ferrari einen Punkt Vorsprung auf Ford.